# 长鳍吻鮈
长鰭吻鮈（学名：Rhinogobio ventralis）为輻鰭魚綱鯉形目鲤科吻鮈屬的鱼类，俗名耗子鱼、土耗儿，是中国的特有物种。分布于金沙江等，常见于河流底层。该物种的模式产地在长江。體長可達19.5公分。

## 扩展阅读
維基物種上的相關：长鰭吻鮈